# 恰甘村委员会
恰甘村委员会（俄语：Чаганский сельсовет）是俄罗斯联邦阿斯特拉罕州卡梅贾克区所属的一个村委员会。其下辖有3个居民点，行政中心为恰甘。据2015年统计，该村委员会的人口为1502人。